# ズグルゴラ
ズグルゴラ（伊: Sgurgola）は、イタリア共和国ラツィオ州フロジノーネ県にある、人口約2,400人の基礎自治体（コムーネ）。

## 地理

### 位置・広がり

#### 隣接コムーネ
隣接するコムーネは以下の通り。括弧内のRMはローマ県所属を示す。
- アナーニ
- フェレンティーノ
- ゴルガ (RM)
- モローロ

### 気候分類・地震分類
ズグルゴラにおけるイタリアの気候分類 (it) および度日は、zona D, 1962 GGである。
また、イタリアの地震リスク階級 (it) では、zona 2B (sismicità media) に分類される。

## 行政
- 山岳共同体 "Monti Lepini" に属する